# Asbirningar

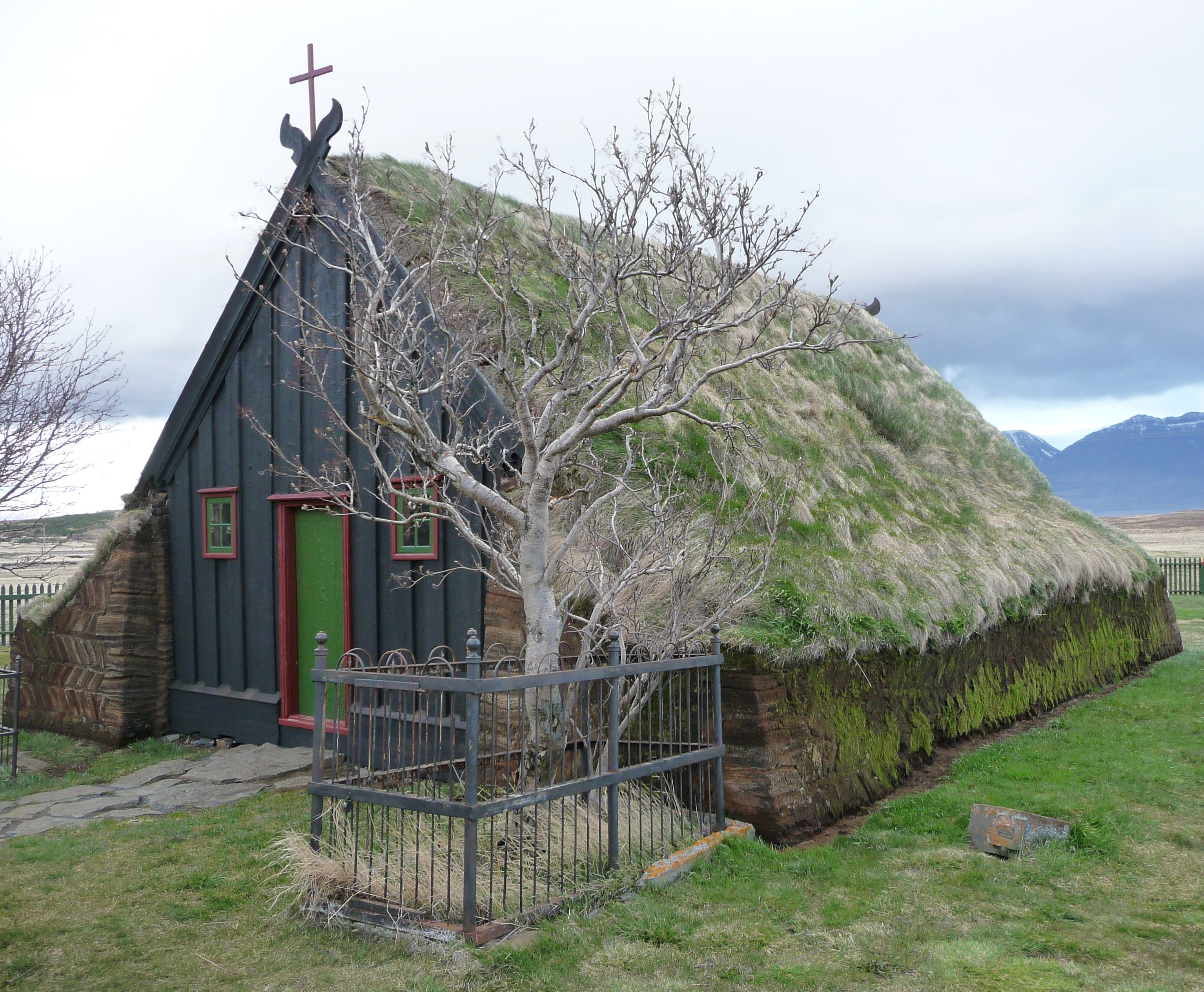
Víðimýri kyrka, byggd av drivved och torv 1834, innehåller många artefakter från svunnen tid. Den kyrka som hörde till asbirningarnas hövdingasäte på denna plats hade nog ett liknande utseende. Det var där Gudmund Arason tjänade som huskaplan hos hövdingen Kolbein Tumason, innan han blev biskop i Hólar och stor ovän med sin förre husbonde

Asbirningar (ásbirningar) kallades medlemmarna av en av de ätter på Island, som under en hundraårsperiod från 1100-talets mitt var landets mäktigaste. Deras stamland låg i området kring Skagafjorden (Skagafjörður).
Ätten härstammade från landnamsmannen Öndott kråka, som bodde i Viðvík. Öndotts sonson Torvard Spak-Bödvarsson byggde gården Ås (Neðri Ás) i Hjaltadalur, där han också, enligt Kristni saga, lät uppföra en kyrka år 984. 
Ätten har dock fått sitt namn efter Åsbjörn (Ásbjǫrn) Arnorsson som levde på 1000-talet. Hans sonson, hövdingen Kolbein Arnorsson (död 1166), hade två söner: Arnor och Tumi (död 1184). Arnors son var Kolbein kaldaljós (död 1246), bonde på Reynistaður. Tumi hade flera barn. Ett av dem var skalden och hövdingen Kolbein Tumason (1171–1208), som bodde på Víðimýri och kämpade mot biskop Gudmund Arason men stupade i striden vid Víðines (Víðinesbardagi) år 1208. Kolbeins bror, Arnor Tumason (1182–1221), blev därefter ättens hövding. Han lyckades frånta biskop Gudmund dennes politiska makt, men insjuknade då han var på resa i Norge och dog julafton 1221. Tumi hade också en dotter, Halldora (död 1247), som var gift med Sighvat Sturlasson på Grund i Eyjafjorden (Eyjafjörður).
Efter Arnors död övertog sonen Kolbein unge asbirningarnas hövdingaskap. Det var under hans tid som ätten, under några år efter slaget vid Örlygsstaðir (1238), blev den kanske mäktigaste på Island.
Vid Kolbein unges död år 1245 blev Brand Kolbeinsson på Reynistaður ny hövding. Brand var son till Kolbein kaldaljós, Arnor Kolbeinssons son. År 1246 led han ett avgörande nederlag i slaget vid Haugsnes, och därmed hade också ättens makt för alltid upphört. 